# Julia Koch
Julia Margaret Koch, flicknamn: Flesher, född 12 april 1962 i Indianola i Iowa, är en amerikansk societetsdam och filantrop som äger 42% av den globala industriella konglomeratet Koch Industries, Inc. Den amerikanska ekonomitidskriften Forbes rankade Koch till att vara världens 20:e rikaste med en förmögenhet på 62,9 miljarder amerikanska dollar för den 2 april 2022, en förmögenhet hon har ärvt från sin avlidne make David Koch, som avled den 23 augusti 2019.
Koch har arbetat inom modebranschen och för designer som den kubansk-amerikanske desigern Adolfo och där hon stylat bland annat Nancy Reagan ett flertal gånger. Hon och David Koch träffades på en blinddejting 1991 och blev ett par sex månader senare när de träffades åter på en fest. De var partners fram till 1996 när de gifte sig i deras hem i Southampton på Long Island i New York. De har tillsammans donerat bland annat 10 miljoner dollar till Jaffe Food Allergy Institute vid sjukhuset Mount Sinai Hospital för att upprätta forskningsprogrammet David H. and Julia Koch Research Program in Food Allergy Therapeutics, som forskar inom födoämnesöverkänslighet.
Hon är före detta svägerska till Bill Koch och Charles Koch samt svärdotter till Fred Koch, som hon dock aldrig fick träffa eftersom han avled 1967.